# Еміль Біяр
Еміль Біяр (фр. Émile Billard, 5 квітня 1852 — 29 червня 1930) — французький яхтсмен.
Олімпійський чемпіон 1900 року в класі 10—20 тонн.